# Bahonu
Der Bahonu ist ein osttimoresischer Fluss im Verwaltungsamt Maubara (Gemeinde Liquiçá). Wie die meisten kleineren Flüsse im Norden Timors, fällt auch der Bahonu außerhalb der Regenzeit trocken.

## Verlauf
Der Bahonu entspringt im Grenzgebiet zwischen den Sucos Maubaralissa und Vaviquinia. Er folgt der Grenze nach Norden, bis er schließlich östlich des Ortes Maubara, am Ponta Camale Media Ilo, in die Sawusee mündet. Kleinere Zuflüsse erreichen immer wieder den Fluss.